# 3,3-dimetiloctano
El 3,3-dimetiloctano es un alcano de cadena ramificada con fórmula molecular C10H22.